# Amblypachus praeruptus
Amblypachus praeruptus är en stekelart som beskrevs av De Santis 1964. Amblypachus praeruptus ingår i släktet Amblypachus och familjen puppglanssteklar. Inga underarter finns listade i Catalogue of Life.